# Veroli
Veroli é uma comuna italiana da região do Lácio, província de Frosinone, com cerca de 19.818 habitantes. Estende-se por uma área de 120 km², tendo uma densidade populacional de 165 hab/km². Faz fronteira com Alatri, Balsorano (AQ), Boville Ernica, Collepardo, Frosinone, Monte San Giovanni Campano, Morino (AQ), Ripi, San Vincenzo Valle Roveto (AQ), Sora, Torrice.

## Demografia
| Variação demográfica do município entre 1861 e 2011                               |
|                                                                                   |
| Fonte: Istituto Nazionale di Statistica (ISTAT) - Elaboração gráfica da Wikipedia |